# Renren
A Renren (kínaiul 人人网, pinjin: rén rén wǎng, magyaros: zsen zsen vang) egy kínai ismeretségi hálózat, melyet a Facebook mintájára hoztak létre 2005-ben. A zsen zsen vang (ren ren wang) szó szerinti jelentése „mindenki hálózata”. Az oldal korábbi neve 校内网, azaz Hsziao nei vang (Xiao nei Wang), „iskolán belüli hálózat” volt. A közösségi oldal 2011-ben körülbelül 160 millió regisztrált taggal rendelkezett. Tulajdonosa 2006 óta a Renren Inc. (korábbi nevén Oak Pacific Interactive), mely 2009-ben jelenlegi nevére keresztelte az oldalt.